# 바스코 조아큄 로차 비에이라
바스코 조아큄 로차 비에이라(Vasco Joaquim Rocha Vieira, 1939년 8월 16일 ~ 2025년 1월 22일)는 포르투갈 공화국의 군인 겸 정치인이다.

## 이력
포르투갈 육군 준장 예편한 그는 1991년 포르투갈령 마카오의 138번째 총독으로 임명되었으며, 1999년 중화인민공화국으로 이양될 때까지 총독을 지냈다. 이양식 때 깃발을 가슴에 댄 장면은 화제가 되었다.
그가 물러난 뒤, 포르투갈 제국은 사실상 몰락했다고 간주되며, 또한 아시아에서 유럽 열강들의 식민시대가 사실상 종식되었음을 의미했다.